# Ceremonial Oath
Ceremonial Oath är ett death metal-band som bildades 1989 av Oscar Dronjak, senare i Hammerfall, tillsammans med Anders Iwers, Jesper Strömblad och Markus Nordberg. Från början hette gruppen Desecrator men tvingades 1991 till ett namnbyte till Ceremonial Oath. Som Desecrator gav bandet ut två demokassetter Wake The Dead och Black Sermons (båda 1990). Året därpå spelades en 7" in för franska Corpsegrinder Records in, vilket resulterade i ett fullängdskontrakt med det franska bolaget Modern Primitive. Debutalbumet The Book of Truth spelades in i den då ännu okända Studio Fredman 1992 och gavs ut 1993. Strax efter inspelningen av detta album var bandet på väg att läggas ner då både Jesper Strömblad och Oscar Dronjak lämnade gruppen för sina andra projekt (In Flames och Hammerfall). Anders Iwers och Markus Nordberg formerade dock om gruppen och på nästkommande album, Carpet deltar både Anders Fridén (fyra låtar) och Tomas Lindberg (tre låtar) på sång. 

## Medlemmar
Nuvarande medlemmar
- Jesper Strömblad – basgitarr (1991–1993, 2012– ), gitarr (1993)
- Anders Iwers – gitarr (1991–1996, 2012– )
- Markus Nordberg – trummor (1991–1996, 2012– )
- Oscar Dronjak – sång, gitarr (1991–1993, 2012– )

Tidigare medlemmar
- Anders Fridén – sång (1993–1996)
- Mikael Andersson – gitarr (1993–1996)
- Thomas Johansson – basgitarr (1993–1996)

Gästmusiker
- Fredrik Nordström –	keyboard (1993)
- Tomas Lindberg – sång på Carpet (1995)

## Diskografi

### Som Desecrator
Demo
- Wake The Dead (demo)
- Black Sermons (demo)

### Som Ceremonial Oath
Demo
- Demo 1991 (kassett, 1991)

EP
- Lost Name of God (EP, 1992, Corpse Grinder Records)

Studioalbum
- The Book of Truth (CD, 1993, Modern Primitive Records)
- Carpet (CD, 1995, Black Sun Records)